# Walter Bagehot
Walter Bagehot, né le 3 février 1826 à Langport et mort dans la même ville le 24 mars 1877, est un journaliste et économiste britannique du XIXe siècle, qui écrivit beaucoup sur les questions politiques et économiques, ainsi que sur le droit constitutionnel.

## Biographie

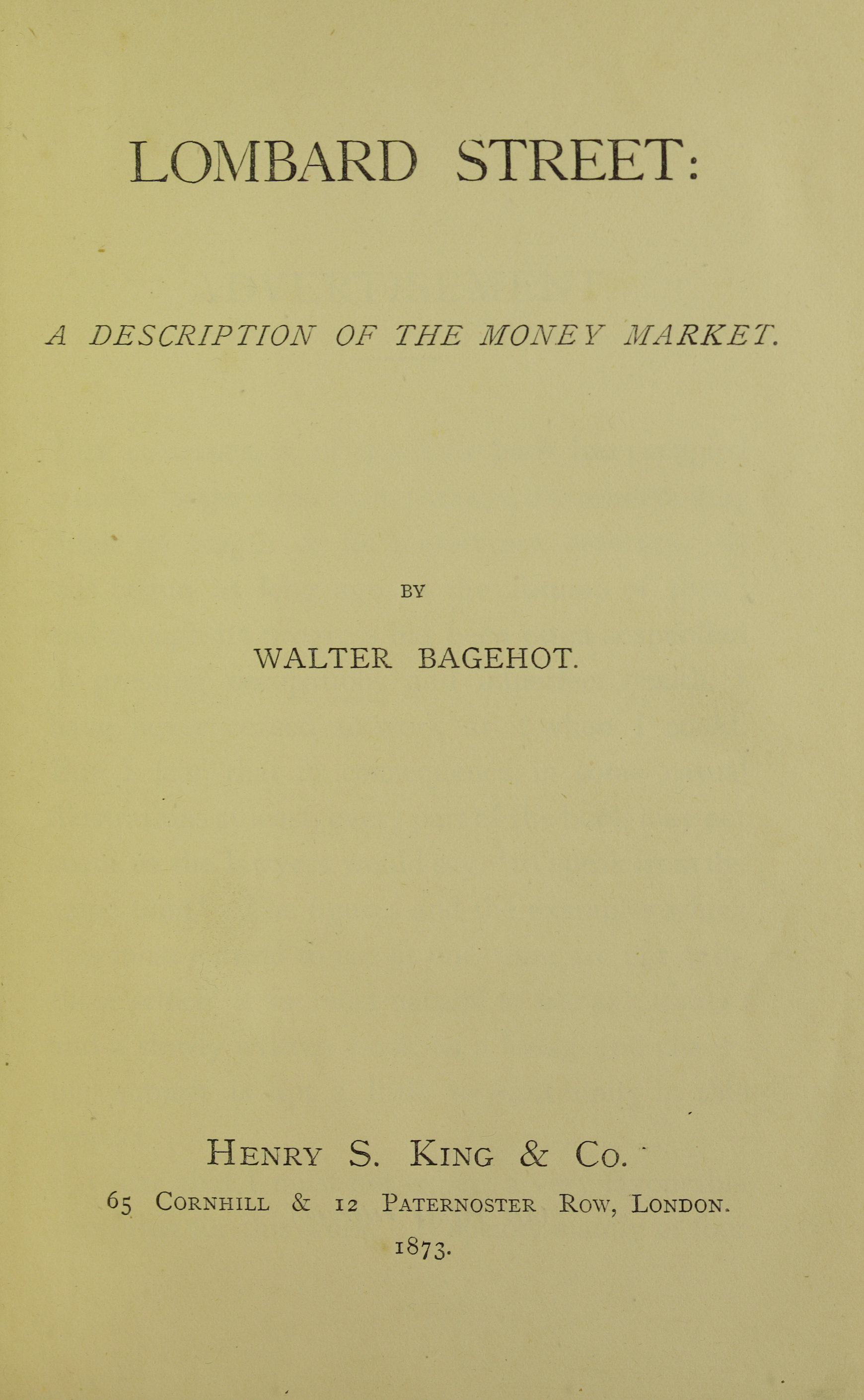
Lombard Street, 1873.

Il naît le 3 février 1826 à Langport, dans le Somerset en Angleterre. Du côté paternel, il descend de plusieurs générations de négociants, tandis que du côté maternel, il est le neveu de Vincent Stuckey, directeur de l'une des plus grandes banques britanniques,. Il reçoit une éducation stricte, et, à treize ans, part étudier dans le réputé Bristol college,.
Pour des raisons religieuses, son père l'envoie ensuite étudier à l'University College de Londres, unitariste, et non à Oxford ou Cambridge, toutes deux anglicanes,. Là-bas, il se lie d'amitié avec l'écrivain Richard Holt Hutton, le poète Arthur Hugh Clough ainsi qu'Henry Crabb Robinson. Malgré une santé défaillante, il obtient son bachelor en 1846, puis sa maîtrise en 1848, à chaque fois avec d'excellentes mentions.
Il étudie le droit les trois années qui suivent, mais goûtant peu la discipline, il se met à écrire une série d'articles à l'occasion du coup d'État du 2 décembre 1851, défendant Napoléon à contre-courant de l'opinion britannique,. Il rejoint la banque de son oncle, mais continue à écrire en parallèle des essais sur diverses personnalités (John Milton, William Shakespeare, Henry St John Bolingbroke, William Pitt, etc.),.
En lien avec son activité professionnelle, Bagehot se met aussi à écrire pour la presse économique, ce qui lui vaut de se faire remarquer par le fondateur du journal The Economist, l'influent James Wilson,. Il épouse sa fille aînée en avril 1858. Alors qu'il est directeur de la filiale de Bristol de la banque Stuckey, son beau-père décède au cours d'un voyage en Inde en 1860, lui laissant la direction de The Economist,. Durant les années qui suivent, il amène le journal à publier des analyses financières de plus en plus approfondies tout en mettant davantage l'accent sur les problèmes sociaux, ce qui contribue à faire de The Economist l'une des publications les plus en vue des milieux politiques et d'affaires.
En 1867, il publie The English Constitution (en), où il explore le fonctionnement des institutions britanniques et pointe les réels lieux de pouvoir. Il entretient de nombreuses amitiés politiques, mais manquant de talents d'orateur, ses trois candidatures pour tenter d'obtenir un siège au Parlement (Manchester, Bridgwater et London University) se soldent par des échecs.
Sa santé se dégrade à partir de ses quarante ans, et il se consacre aux écrits économiques, dont Lombard Street publié en 1873. Il meurt quatre ans plus tard d'une pneumonie.

## Ouvrages
En 1867, il écrit un livre intitulé The English Constitution (en), qui explore la Constitution du Royaume-Uni, particulièrement en ce qui concerne le fonctionnement du Parlement et de la monarchie britannique, ainsi que les différences entre les gouvernements britannique et américain. Ce livre est un classique qui a été traduit en plusieurs langues. C'est dans cet ouvrage qu'il définit les pouvoirs du souverain : le droit d'être informé, le droit d'encourager et le droit de mettre en garde.
Il écrit aussi Physics and Politics (1872), où il introduit l'expression « the cake of custom » et Lombard Street: A Description of the Money Market (1873 ; rééd. Payot, 2009), une étude économique de la banque et de la finance axée sur la gestion des crises. Pour ses contributions à la théorie sociologique à travers des études historiques, Bagehot peut être comparé à son contemporain Henry James Sumner Maine.
Une collection d'essais biographiques et économiques fut publiée après sa mort.

## Postérité
En souvenir de ses travaux, The Economist a donné son nom à la rubrique hebdomadaire sur la politique britannique. De plus, chaque année la Political Studies Association britannique attribue le prix Walter Bagehot pour le meilleur écrit dans le domaine du gouvernement et de d'administration.
L'astéroïde (2901) Bagehot porte son nom.
Il est l'oncle de Sibyl Colefax.